# Csuklyás püspökmadár
A csuklyás püspökmadár (Malimbus scutatus) a madarak osztályának verébalakúak (Passeriformes) rendjébe és a szövőmadárfélék (Ploceidae) családjába tartozó faj.

## Rendszerezése
A fajt John Cassin amerikai ornitológus írta le 1849-ben, a Sycobius nembe Sycobius scutatus néven.

## Alfajai
- Malimbus scutatus scutatus (Cassin, 1849)
- Malimbus scutatus scutopartitus Reichenow, 1894[2]

## Előfordulása
Afrika nyugati részén, Benin, Elefántcsontpart, Ghána, Guinea, Kamerun, Libéria, Nigéria, Sierra Leone és Togo területén honos.
Természetes élőhelyei a szubtrópusi és trópusi síkvidéki esőerdők, mocsári erdők és szavannák, valamint másodlagos erdők, szántóföldek és ültetvények. Állandó, nem vonuló faj.

## Megjelenése
Testhossza 17 centiméter, testtömege 24-33 gramm.

## Természetvédelmi helyzete
Az elterjedési területe nagyon nagy, egyedszáma pedig stabil. A Természetvédelmi Világszövetség Vörös listáján nem fenyegetett fajként szerepel.